# Mérens-les-Vals
Mérens-les-Vals är en kommun i departementet Ariège i regionen Occitanien i södra Frankrike. Kommunen ligger  i kantonen Ax-les-Thermes som ligger i arrondissementet Foix. År 2022 hade Mérens-les-Vals 168 invånare.

## Befolkningsutveckling
Antalet invånare i kommunen Mérens-les-Vals
Referens: INSEE